# Alessandro Šišman
Alessandro Šišman (bulgaro: Александър Шишман, poi noto come Iskender, turco ottomano: اسكندر; Tarnovo, ... – Smirne, 1418) è stato un principe bulgaro, figlio dell'ultimo zar di Bulgaria Ivan Šišman, e successivamente, dopo la conquista ottomana, governatore per conto di questi.

## Biografia
Alessandro era il figlio maggiore dello zar bulgaro Ivan Šišman, mentre sua madre era, presumibilmente, la sua seconda moglie, la principessa serba Dragana. Come primogenito, è probabile che a un certo punto sia stato associato al trono dal padre come co-imperatore, come era accaduto per gli eredi negli ultimi cinquant'anni. 
Agli inizi del 1390, la Bulgaria dovette affrontare l'invasione degli ottomani di Bayezid I, malgrado questi avesse come consorte la sorella di Dragana, Olivera Despina. Nel 1393 cadde la capitale Tarnovo, e nel 1395 l'intero paese fu conquistato, e lo zar Ivan giustiziato. Per evitare la stessa sorte, Alessandro fece atto di sottomissione e si convertì all'islam, prendendo il nome turco "Iskender", mentre suo fratello minore Fruzhin fuggì in Ungheria e continuò strenuamente la lotta contro gli invasori. 
Bayezid nominò Alessandro governatore di Samsun e di Canik, lungo il Mar Nero, così da tenerlo lontano dagli ex domini paterni. Alessandro mantenne la sua carica fino al 1402, quando la regione fu conquistata dai timuridi e dai selgiuchidi con la battaglia di Ankara. In seguito, Alessandro scompare dalle fonti durante tutto il periodo dell'interregno ottomano, che alla fine vide emergere come nuovo sultano Mehmed I, che nel 1413 nominò Alessandro governatore di Smirne. 
In questo periodo, Alessandro fu un importante agente di collegamento fra gli ottomani, Costantinopoli, capitale dell'Impero bizantino, e la Bulgaria vassalla tramite il suo fratellastro illegittimo, il patriarca Giuseppe II, che fino al 1416 era stato vescovo di Efeso, vicino Smirne. Alessandro influenzò Mehmed affinché sostenesse la candidatura di Giuseppe e questi a sua volta influenzò l'imperatore bulgaro Costantino II perché perseguisse una politica filo-ottomana. 
Alessandro mantenne la carica fino al 1418, quando venne ucciso cadendo col suo esercito in un'imboscata, mentre cercava di sedare una ribellione guidata da Börklüce Mustafa, luogotenente dello Sceicco Bedreddin. 